# 原發性腫瘤
原发性肿瘤是指肿瘤形成後，依然主要在起始位置附近发展的肿瘤。但随后原發性腫瘤可能会轉移或扩散至身体其他部位。轉移後的腫瘤就不是原發性腫瘤。很多腫瘤即使已经扩散到身体的其他部位。但這些腫瘤仍以其初始形成的部位命名，例如轉移後的乳癌或肺癌。